# Yakup Satar
Yakup Satar (11 de marzo de 1898 - 2 de abril de 2008) fue un militar del ejército del Imperio otomano y último superviviente otomano de la Primera Guerra Mundial.

## Biografía
Yakup Satar, hijo de un jefe tribal tártaro, nació en Crimea, una península históricamente muy disputada ubicada al norte del Mar Negro, por aquel entonces, en tierras del Imperio ruso y actualmente dentro de Ucrania. Después de su exilio forzoso a Anatolia, se alistó al ejército del Imperio otomano en 1915 donde fue seleccionado para formar parte de una unidad secreta para luchar con gases tóxicos, una estrategia que al final el mando militar ubicado en Estambul decidió abolir.
El 23 de febrero de 1917, durante la Segunda Batalla de Kut, Satar fue tomado como prisionero cuando estaba luchando contra las tropas británicas que ocupaban Basora, en una carretera que enlazaba dicha ciudad con Bagdad. Poco después fue liberado tras un intercambio de presos. Después de su liberación, Satar militó con las fuerzas de Mustafa Kemal Atatürk durante la Guerra de Independencia Turca (1919-1922) con el fin de expulsar las fuerzas ocupantes griegas.
Después de la guerra y tras lograr el rango de sargento mayor, Satar se retiró a vivir en la localidad de Eskişehir, donde vivió de la agricultura con su seis hijos hasta el 2 de abril de 2008, cuando falleció por un cáncer pulmonar a los 110 años. Al día siguiente, fue enterrado con honores militares en el cementerio de Eskişehir.